# Završni udarac
Završni udarac (eng. Match Point) je triler redatelja Woodyja Allena iz 2005. godine. Snimljen u Londonu umjesto na redateljevoj stalnoj lokaciji snimanja, u New Yorku, ovaj film predstavlja Allenov odmak od romantičnih komedija k napetijim, dramsko-kriminalističkim zapletima, te prvi Allenov komercijalno uspješan film sve od Moćne Afrodite iz 1995. godine.

## Radnja
Film predstavlja Allenov stav prema sreći kao odlučujućem faktoru u svemu što sačinjava ljudski život, i to kroz priču o mladom bivšem profesionalnom igraču tenisa Chrisu Wiltonu, koji se polako uspinje na londonskoj društvenoj ljestvici oženivši se mladom bogatašicom Chloe. Nakon što upozna zaručnicu Chloeina brata Toma, prelijepu Amerikanku Nolu, Chris će morati odlučiti između blagostanja i strasti, a i o tome kako se riješiti jedne od djevojaka.

## Glavne uloge
- Jonathan Rhys Meyers kao Chris Wilton
- Scarlett Johansson kao Nola Rice
- Emily Mortimer kao Chloe Hewitt
- Matthew Goode kao Tom Hewitt

## Nagrade i nominacije
- Oscar 2006.
  - nominacija za najbolji izvorni scenarij (Woody Allen)

- Zlatni globus 2006.
  - nagrada za najbolju dramu
  - nagrada za najboljeg redatelja (Woody Allen)
  - nagrada za najbolji scenarij (Woody Allen)
  - nominacija za najbolju glumicu u sporednoj ulozi (Scarlett Johansson)

## Vanjske poveznice
- Službena stranica  Arhivirana inačica izvorne stranice od 12. listopada 2007. (Wayback Machine)
- Završni udarac u internetskoj bazi filmova IMDb-a